# Louis Née (médecin)
Pour le cinéaste, voir Louis Née.
Louis Née (24 mai 1881 à Rouen - 29 avril 1969 à Rouen) est un médecin et homme politique français.

## Biographie
Louis Née est maire de Rouen du 29 avril 1943 au 31 mai 1943, et conseiller d’arrondissement.
C’est aussi un médecin rouennais, boulevard de la Marne no 63 à Rouen, professeur à l’école de médecine et médecin en chef à l’Hôtel-Dieu. En 1938, il est nommé directeur de l'école de médecine et de pharmacie de Rouen.
Il est nommé chevalier de la Légion d'honneur en 1934.

## Distinctions
- Officier d'académie
- Chevalier de la Légion d'honneur (1934)